# جوزیا چپمن
جوزیا چپمن (انگلیسی: Josiah Chapman; ۱ ژانویهٔ ۱۸۹۱ – ۱ ژانویهٔ ۱۹۵۳) بازیکن فوتبال بود.